# مدرسة هنري الرابع
مدرسة هنري الرابع في باريس (بالفرنسية: Lycée Henri-IV)‏ هي مؤسسة تربوية فرنسية للتعليم الثانوي والعالي. تقع في 23 شارع كلوفيس، في الدائرة الخامسة في باريس في الحي اللاتيني، اسمها يأتي من اسم الملك هنري الرابع ملك فرنسا.

## تفاصيل

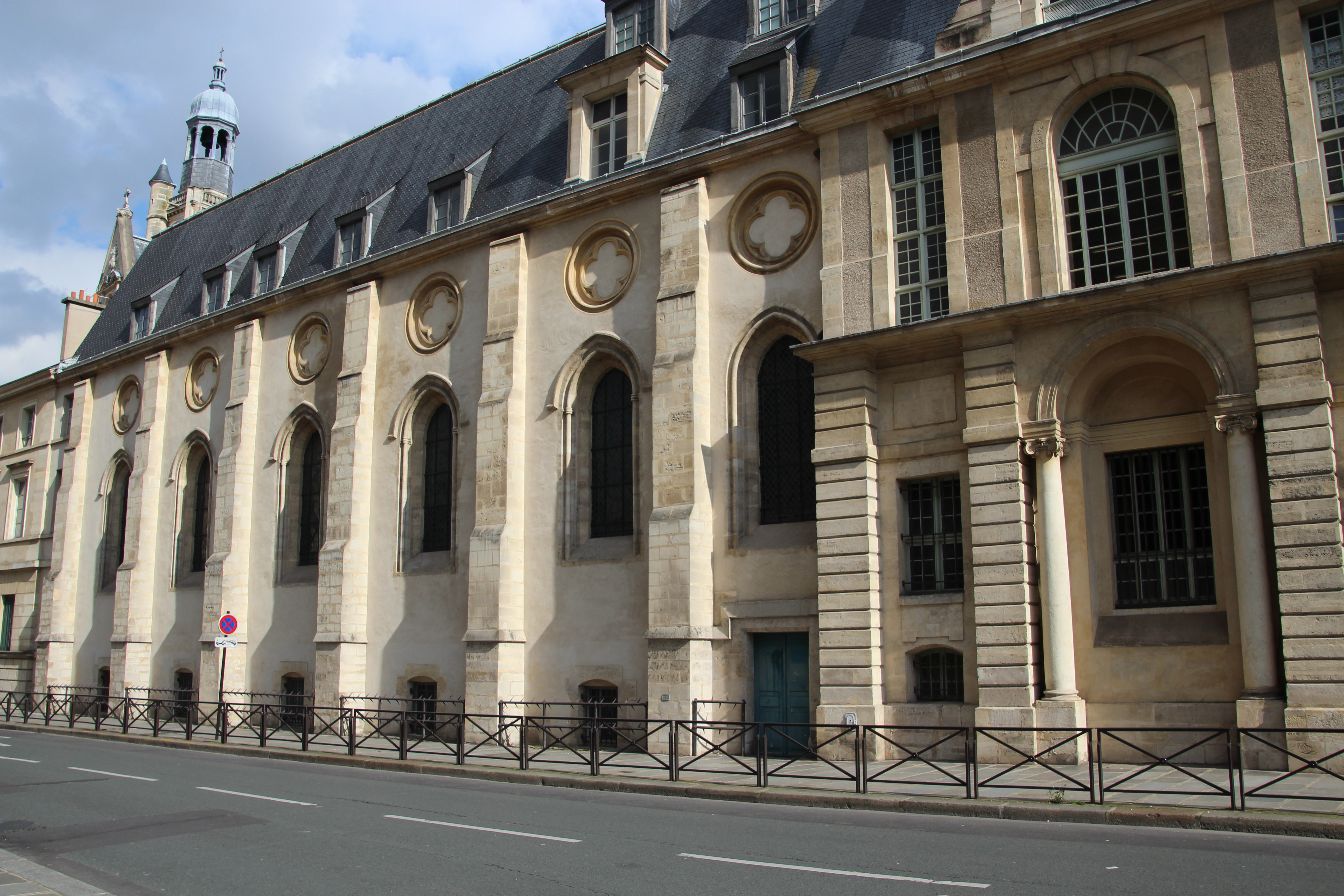
مدرسة هنري الرابع

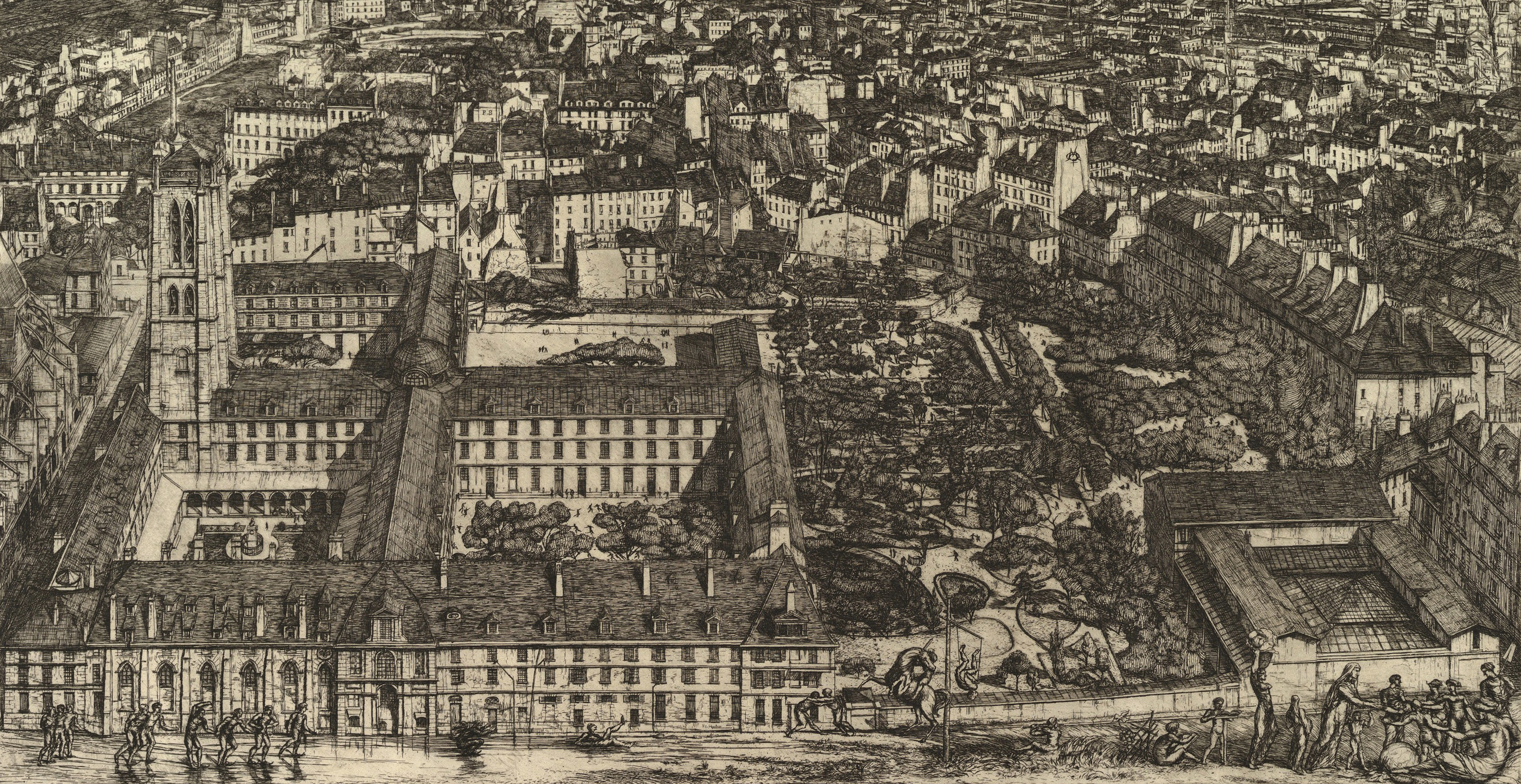
مدرسة هنري الرابع بريشة شارل ماريون في عام 1863

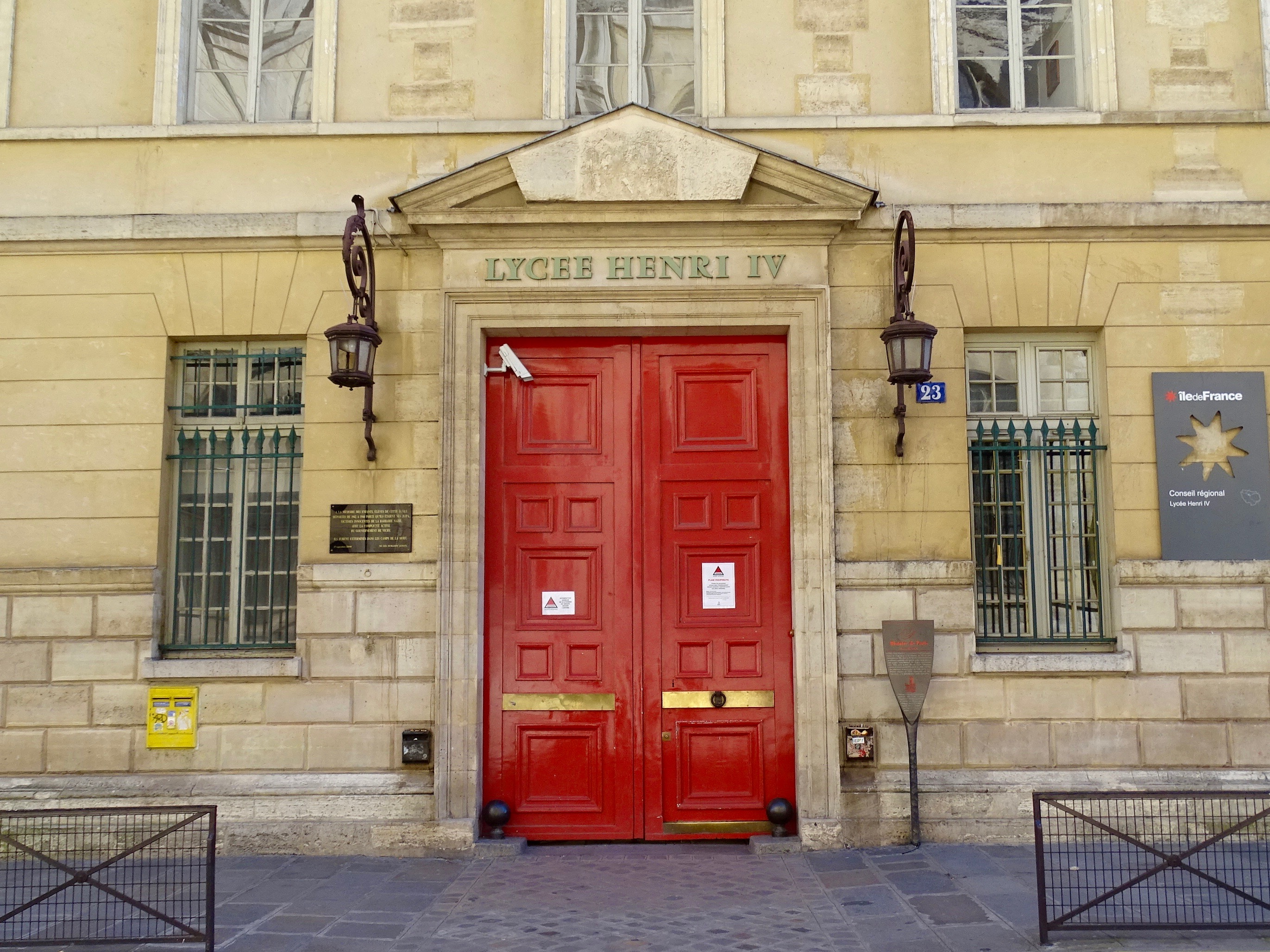
باب مدرسة هنري الرابع في شارع كلوفيس

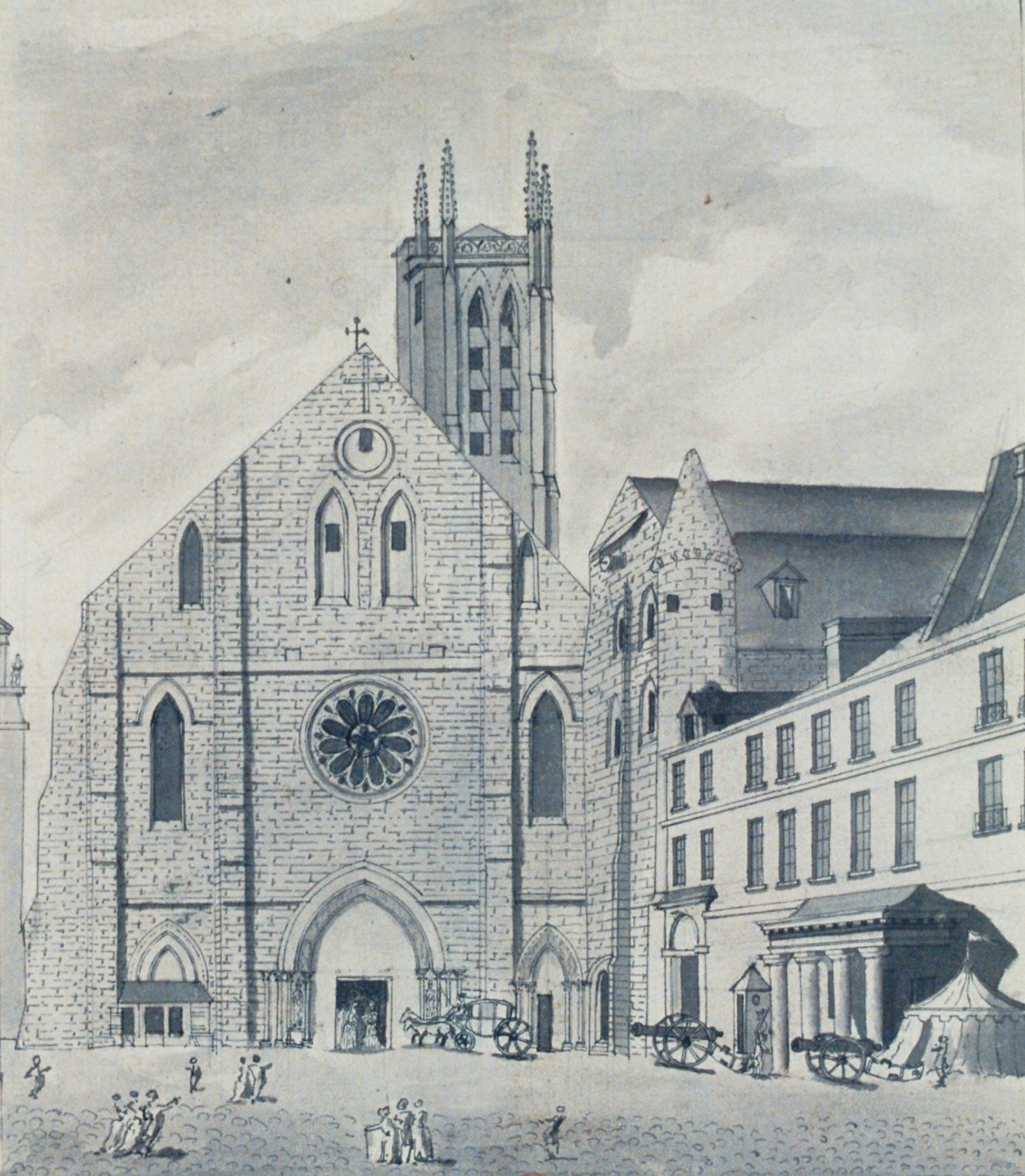
دير سانت جانفيف

شعارها بالإسبانية هو: «Domus Ómnibus Una»، ويعني «منزل للجميع». رئيسها الحالي هو باتريس كوري.

## العمارة
تصنّف هذه المدرسة كمعلم أثري لأن بعض مبانيها موروثة من أديرة سابقة، «سانت جنفيف» مثلا، التي يعود تاريخها إلى القرن الثاني عشر إلى القرن الثامن عشر. وتتمثّل هذه المباني في: برج كلوفيس (جرس الدير القديم)، غرفة الطعام، مجلس الوزراء، الخ. أجريت عليه أعمال الترميم سنة 1996. 
تلاميذ وأساتذة المعهد يلقّبون بـ "les ashquartiens" وأحيانا بـ "les génovéfains" (نسبة إلى جنفيف). حالياً يُرمز للمعهد بـ H4 أو HIV.

## اللغة العربية
تعتبر هذه المدرسة من المدارس المرموقية في فرنسا، ومنها تخرج علية القوم، وهي تدعم اللغة العربية؛ حيث تعتبر من المدارس المهمة في فرنسا التي تعلم اللغة العربية.